# Mikrophage
Mikrophage ist eine veraltete Bezeichnung für bestimmte weiße Blutzellen (Leukozyten), also für Zellen des Immunsystems. Der Begriff bezieht sich auf vergleichsweise kleine Zellen im Gegensatz zu den sehr großen „Makrophagen“ und wird heute nicht mehr verwendet. Unterschiedliche Autoren verwendeten „Mikrophage“ für unterschiedliche weiße Blutzellen.
Als Mikrophagen wurden bezeichnet einerseits neutrophile Granulozyten und eosinophile Granulozyten, die zur Phagozytose kleiner Teilchen wie Bakterien befähigt sind. Dies geht wie auch der Name „Makrophage“ auf Ilja Iljitsch Metschnikow zurück. Er bezeichnete damit Zellen, die an dem von ihm 1883 als Phagozytose bezeichneten Prozess der Umhüllung und Verschlingung von Fremdkörpern bei Seesternen beteiligt sind.
Philipp Stöhr setzte dagegen in seinem Lehrbuch der Histologie und der mikroskopischen Anatomie des Menschen mit Einschluss der mikroskopischen Technik Mikrophagen mit Lymphozyten gleich.
Mit einer völlig anderen Bedeutung werden bestimmte Tiere im Lexikon der Geographie als Mikrophagen bezeichnet, nämlich Filtrierer, Strudler oder Säftesauger.